# Autostrada międzystanowa nr 78

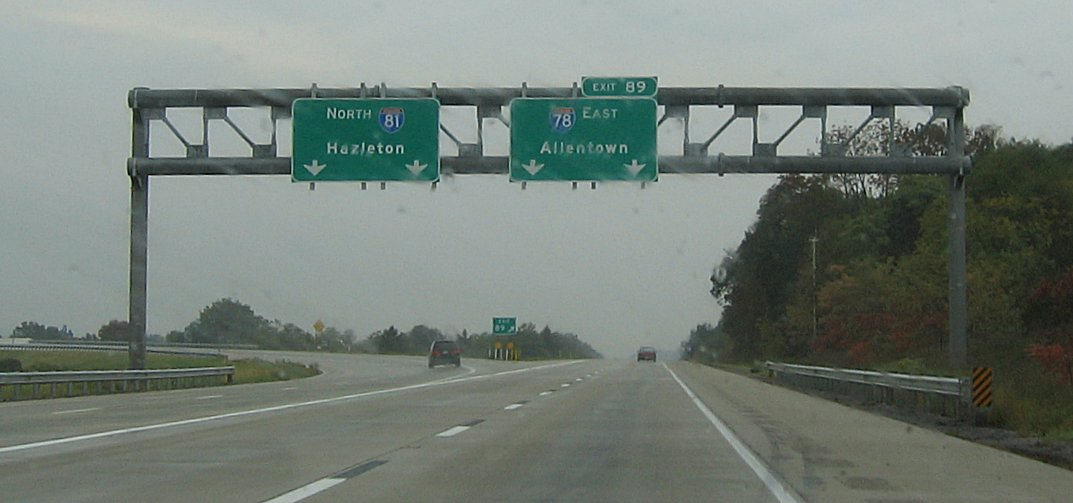
Początek I78 w Union Township

Interstate 78 – autostrada międzystanowa w USA. Prowadzi z Union Township do Nowego Jorku. Przebiega przez Pensylwanię, New Jersey i Nowy Jork. Jej długość to 143,56 mili (229,7 km).

## Przebieg

### Pensylwania
- Union Township
- Allentown
- Bethlehem
- Easton

### New Jersey
- Plainfield
- Irvington
- Newark
- Jersey City

### Nowy Jork
- Nowy Jork